# L'Aurore
L'Aurore fue un periódico republicano francés fundado en 1897. No debe ser confundido con su homónimo L'Aurore fundado en 1944.
En 1897, Ernest Vaughan fundó el periódico L'Aurore en París. El político Georges Clemenceau lo utilizó para lanzar sus denuncias. En su edición del 13 de enero de 1898 publicó la carta abierta de Émile Zola dirigida al presidente de la República en el momento del caso Dreyfus, titulándolo «J’accuse…!», con una tirada de 300 000 ejemplares. El periódico mantuvo su línea editorial del lado de los intelectuales, contra el antisemitismo, a lo largo del proceso. Colaboraron en este periódico Georges Clemenceau, Octave Mirbeau, Lucien Descaves, Philippe Dubois, Urban Gohier, Bernard Lazare, entre otros.
L'Aurore dejó de ser editado en 1914.